# Night of the Vampire
Night of the Vampire är ett splitalbum av svenska death metal-bandet Entombed och amerikanska punkbandet The New Bomb Turks, som släpptes 1995.

## Låtförteckning
1. "Entombed - The Night of the Vampire" (Roky Erickson-cover, Sida A)
2. "The New Bomb Turks - I Hate People" (Sida B)

## Banduppsättning

### Entombed
- Alex Hellid - elgitarr
- L-G Petrov - sång
- Lars Rosenberg - bas
- Nicke Andersson - trummor

### Webbkällor
- Entombed på Encyclopaedia Metallum